# Trijnie Rep
Trijntje "Trijnie" Rep (* 4. Dezember 1950 in Oostzaan) ist eine ehemalige niederländische Eisschnellläuferin.

## Werdegang
Rep nahm von 1966 bis 1974 an nationalen Wettbewerben teil und wurde in den Jahren 1969 und 1970 niederländische Juniorenmeisterin im Mini-Mehrkampf. Zudem wurde sie bei niederländischen Meisterschaften einmal Zweite und dreimal Dritte. International trat sie erstmals in der Saison 1967/68 in Erscheinung und lief in der Saison 1970/71 bei der Mehrkampfeuropameisterschaft 1971 in Leningrad sowie bei der Mehrkampf-Weltmeisterschaft 1971 in Helsinki jeweils auf den zehnten Platz im Mini-Mehrkampf. Zudem errang sie bei der Sprintweltmeisterschaft 1971 in Inzell den 12. Platz. Nach Platz sechs im Mini-Mehrkampf zu Beginn der Saison 1971/72 bei der Mehrkampfeuropameisterschaft 1972 in Inzell, belegte sie im Februar 1972 in Sapporo bei ihrer einzigen Teilnahme an Olympischen Winterspielen den 24. Platz über 1000 m sowie den 20. Rang über 500 m und bei der Sprintweltmeisterschaft 1972 in Eskilstuna den 11. Platz. Zum Saisonende erreichte sie bei der Mehrkampf-Weltmeisterschaft 1972 in Heerenveen den fünften Platz im Mini-Mehrkampf. Ihre erfolgreichste Saison hatte sie 1972/73. Dabei holte sie bei der Mehrkampf-Weltmeisterschaft 1973 in Strömsund die Bronzemedaille und bei der Mehrkampfeuropameisterschaft 1973 in Brandbu die Silbermedaille im Mini-Mehrkampf. Außerdem wurde sie bei der Sprintweltmeisterschaft 1973 in Oslo Sechste. Letztmals international startete sie im Dezember 1973 beim Dynamo Cup in Berlin, wo sie nach zwei von vier Läufen ausschied.

## Erfolge

### Olympische Spiele
- 1972 Sapporo: 20. Platz 500 m, 24. Platz 1000 m

### Mehrkampf-Weltmeisterschaften
- 1971 Helsinki: 10. Platz Mini-Mehrkampf
- 1972 Heerenveen: 5. Platz Mini-Mehrkampf
- 1973 Strömsund: 3. Platz Mini-Mehrkampf

### Sprint-Weltmeisterschaften
- 1971 Inzell: 12. Platz Sprint-Mehrkampf
- 1972 Eskilstuna: 11. Platz Sprint-Mehrkampf
- 1973 Oslo: 6. Platz Sprint-Mehrkampf

### Mehrkampf-Europameisterschaften
- 1971 Leningrad: 10. Platz Mini-Mehrkampf
- 1972 Inzell: 6. Platz Mini-Mehrkampf
- 1973 Brandbu: 2. Platz Mini-Mehrkampf

## Persönliche Bestleistungen
| Disziplin | Zeit        | Datum           | Ort    |
| --------- | ----------- | --------------- | ------ |
| 500 m     | 44,30 s     | 15. Januar 1971 | Davos  |
| 1000 m    | 1:30,50 min | 15. Januar 1971 | Davos  |
| 1500 m    | 2:19,50 min | 15. Januar 1972 | Inzell |
| 3000 m    | 4:54,27 min | 15. Januar 1972 | Inzell |